# Чаплиц, Юстин Адамович
Юстин Адамович Чаплиц (1797—1873) — русский генерал, участник Кавказской войны.

## Биография
Юстин Чаплиц родился в 1797 году, происходил из дворян Могилёвской губернии, племянник героя Отечественной войны 1812 года генерала Ефима Игнатьевича Чаплица.
По окончании курса во 2-м кадетском корпусе Чаплиц вступил в службу в 6-ю артиллерийскую бригаду прапорщиком в 1814 г., а в 1825 г., в чине поручика, переведён в Гренадерскую артиллерийскую бригаду.
В должности командира 3-й легкой роты 3-й артиллерийской бригады и в чине штабс-капитана он участвовал в 1831 г. в усмирении польского мятежа: за битву на Гроховских полях произведён в капитаны, за преследование неприятеля пожалован орденом Святого Владимира 4-й степени с бантом, за Остроленку произведён в подполковники и награждён золотой полусаблей с надписью «За храбрость» и за взятие Варшавы, где был ранен в ногу и руку, произведён в полковники и пожалован 16 декабря 1831 г. орденом Святого Георгия 4-й степени (№ 4628 по списку Григоровича— Степанова).
С 1832 по 1834 год Чаплиц командовал 12-й, а с 1834 г. по 1837 г. 8-й артиллерийской бригадами, а затем состоял по артиллерии и при отдельном Кавказском корпусе.
В 1840—1842 гг. Чаплиц участвовал в походах против горцев, 7 апреля 1846 г. произведён в генерал-майоры и в ноябре 1848 г. назначен командиром 1-й бригады 21-й пехотной дивизии, которая в 1849 г. вошла в состав Дагестанского отряда князя Аргутинского-Долгорукова, действовавшего против Шамиля; за отличие против горцев Чаплиц получил орден Святого Станислава 1-й степени.
С 1850 по 1856 год он командовал 2-й бригадой 21-й пехотной дивизии, а с 1853 г. временно исправлял должность командующего означенной дивизией.
В 1856 г. Чаплиц был назначен состоять при отдельном Кавказском корпусе для особых поручений, с зачислением по армейской пехоте, и 17 февраля 1865 г. произведён в генерал-лейтенанты с зачислением в запасные войска и с оставлением по армейской пехоте.
Юстин Адамович Чаплиц скончался 21 января 1873 года.